# Isla (Malta)
Isla (także jako Senglea, malt. L-Isla, nazwa historyczna Città Invicta) – jedna z jednostek administracyjnych na Malcie, zamieszkuje je 2 784 mieszkańców. 
Od 2003 jest miastem partnerskim włoskiego Cassino. W mieście znajdują się fragmenty, częściowo rozebranego, Fortu Świętego Michała.